# Hypena nilgirica
Hypena nilgirica är en fjärilsart som beskrevs av George Francis Hampson 1891. Hypena nilgirica ingår i släktet Hypena och familjen nattflyn. Inga underarter finns listade i Catalogue of Life.